# Nelson Gutiérrez
Nelson Daniel Gutiérrez Luongo (Montevideo, 13 de abril de 1962) es un exfutbolista uruguayo que jugaba de defensa. Fue campeón de la Copa Libertadores de América y la Copa Intercontinental de 1982 con el Club Atlético Peñarol. En 1986, jugando para River Plate de Argentina, ganó la Copa Libertadores y la Copa Intercontinental, formando dupla en la zaga central con Oscar Ruggeri. Con la selección de fútbol de Uruguay, fue campeón de la Copa América 1987, y participó en las fases finales de las Copas Mundiales de México 1986 en México e Italia 1990.

## Negocios
En el año 1998 crea junto a su antiguo compañero de plantel Enzo Francescoli y al empresario Paco Casal, que fuera el representante de ambos durante sus carreras como futbolistas, la empresa Tenfield S.A., de la cual ejerce hasta hoy el cargo de presidente.
Tenfield S.A. es la empresa poseedora de los derechos de televisión, radio, imagen, publicidad estática, merchandising, e Internet, del Fútbol Uruguayo por contrato vinculado con la Asociación Uruguaya de Fútbol. Es la única empresa de este tipo en el mundo, cuyo directorio está formado por exjugadores de fútbol. 

## Participaciones en Copas del Mundo
| Mundial              | Sede   | Resultado        | Partidos | Goles |
| -------------------- | ------ | ---------------- | -------- | ----- |
| Copa Mundial de 1986 | México | Octavos de final | 4        | 0     |
| Copa Mundial de 1990 | Italia | Octavos de final | 4        | 0     |

## Clubes
| Club              | País      | Año       |
| ----------------- | --------- | --------- |
| Peñarol           | Uruguay   | 1981-1985 |
| Atlético Nacional | Colombia  | 1985      |
| River Plate       | Argentina | 1986-1988 |
| Lazio             | Italia    | 1988-1989 |
| Hellas Verona     | Italia    | 1989-1991 |
| Logroñés          | España    | 1991-1992 |
| Peñarol           | Uruguay   | 1993-1996 |
| Defensor Sporting | Uruguay   | 1997      |

## Palmarés

### Campeonatos nacionales
| Título                        | Club        | País      | Año     |
| ----------------------------- | ----------- | --------- | ------- |
| Campeonato Uruguayo           | Peñarol     | Uruguay   | 1982    |
| Primera División de Argentina | River Plate | Argentina | 1985-86 |
| Campeonato Uruguayo           | Peñarol     | Uruguay   | 1993    |
| Campeonato Uruguayo           | Peñarol     | Uruguay   | 1994    |
| Campeonato Uruguayo           | Peñarol     | Uruguay   | 1995    |
| Campeonato Uruguayo           | Peñarol     | Uruguay   | 1996    |

### Copas internacionales
| Título                | Club                 | Sede         | Año  |
| --------------------- | -------------------- | ------------ | ---- |
| Copa Libertadores     | Peñarol              | Santiago     | 1982 |
| Copa Intercontinental | Peñarol              | Tokio        | 1982 |
| Copa América          | Selección de Uruguay | Brasil       | 1983 |
| Copa Libertadores     | River Plate          | Buenos Aires | 1986 |
| Copa Intercontinental | River Plate          | Tokio        | 1986 |
| Copa Interamericana   | River Plate          | Buenos Aires | 1987 |
| Copa América          | Selección de Uruguay | Argentina    | 1987 |